# Mednarodna kampanja za odpravo jedrskega orožja
Mednarodna kampanja za odpravo jedrskega orožja (angleško International Campaign to Abolish Nuclear Weapons, skrajšano ICAN) je globalna civilna iniciativa s sedežem v Ženevi, ki si z mednarodnim sodelovanjem prizadeva spodbujati spoštovanje in polno izvajanje Pogodbe o prepovedi jedrskega orožja. ICAN je bil ustanovljena leta 2007 in od leta 2019 šteje 541 partnerskih organizacij v 103 državah.
Kampanja je leta 2017 prejela Nobelovo nagrado za mir »za svoje delo, da bi opozorila na katastrofalne humanitarne posledice kakršnekoli uporabe jedrskega orožja in za svoja prelomna prizadevanja za dosego pogodbene prepovedi takšnega orožja«.

## Poslanstvo
ICAN skuša razpravo o razorožitvi usmeriti v humanitarno grožnjo jedrskega orožja, pri čemer opozarja na njihovo edinstveno uničujočo sposobnost, katastrofalne zdravstvene in okoljske posledice, neselektivno ciljanje, izčrpavajoč vpliv detonacije na zdravstveno infrastrukturo in ukrepe pomoči, in dolgotrajne učinke sevanja na okolico.
Ustanovitelje ICAN-a je navdihnil uspeh mednarodne kampanje za prepoved kopenskih min, ki je bila ključnega pomena pri pogajanjih o pogodbi o prepovedi protipehotnih min leta 1997. Poskušali so vzpostaviti podoben model kampanje. Kampanjo trenutno aktivneje podpirajo samo Norveška, Irska in različni švicarski donatorji.

## Oblikovanje
Septembra 2006 so mednarodni zdravniki za preprečevanje jedrske vojne, ki so leta 1985 sami prejel Nobelovo nagrado za mir, na dvoletnem kongresu v Helsinkih na Finskem sprejeli predlog za uvedbo ICAN po vsem svetu. ICAN je bila javno predstavljena na dveh prireditvah, prvi 23. aprila 2007 v Melbournu v Avstraliji, kjer so bila zbrana sredstva za vzpostavitev kampanje, in drugi 30.aprila 2007 na Dunaju na srečanju držav pogodbenic Pogodbe o neširjenju jedrskega orožja. Nacionalne kampanje so bile organizirane v desetinah držav v vseh regijah sveta. Pogodba o neširjenju jedrskega orožja je bila nato sprejeta leta 7.julija 2017 in stopi v veljavo, ko pogodbo raticifira 50 držav članic. NATO trenutno ne podpira sprejem te pogodbe.

## Nobelova nagrada za mir za leto 2017
Organizacija ICAN je 6. oktobra 2017 prejela Nobelovo nagrado za mir za leto 2017. Nagrada je ponudila organizaciji veliko dobre volje in legitimnost, kar je povečalo članstvo organizacije in tako izboljšalo njen potencial. Jedrska orožja so povzročila veliko škode, kar organizacija vedno naslavlja z škodo povzročeno Hirošimi in težavami, ki lahko nastanejo ob slabi skrbi za ta orožja, kar naslavljajo tudi druge problematike glede trgovine z orožjem. Norveški Nobelov odbor je trdno prepričan, da se je ICAN v zadnjem letu bolj kot kdorkoli prizadeval za doseganje sveta brez jedrskega orožja in tako ponudil novo smer in novo moč."